# Боттема, Эне
Эне Боттема (Гронинген, 25 декабря 1901 года - Делфт, 30 ноября 1992 года) — голландский математик и физик, профессор чистой и прикладной математики и механики в Делфтском технологическом университете, факультет общих наук, и Rector magnificus с 1951 по 1959 год. Автор многих работ по геометрии и механике.

## Жизнь и работа
После окончания HBS Боттема изучал математику и физику в Университете Гронингена с 1919 по 1924 год и получил докторскую степень в Лейденском университете в 1927 году вместе с Виллемом ван дер Вудом за диссертацию по геометрии, озаглавленную "Фигура из четырех пересекающихся прямых".
Боттема начал свою карьеру в 1924 году учителем математики в средней школе в Хенгело, а также несколько лет проработал директором школы. В 1930 году он также получил назначение на место приват-доцента в Университет Гронингена с преподавательским заданием "byzondere hoofdukken der geetkunde". 20 октября 1931 года он провел по этому случаю публичный урок под названием "Геометрия как инвариантная теория".
В 1941 году Боттема был назначен профессором чистой и прикладной математики и механики в Делфтском технологическом университете. С 1951 по 1959 год он также был его ректором. В 1971 году он с почётом был освобождён от этой обязанности. Боттема был награжден званием рыцаря ордена Нидерландского Льва и произведен в командоры ордена Оранских-Нассау.

## Ректор
Проф.Боттема был ректором в Делфтском технологическом университете с 1951 по 1959 год. В речи ректора на открытии учебного года в сентябре 1956 года Боттема сообщил, что на тот момент в Делфтском технологическом университете обучалось 5138 студентов.
Еще одним ярким событием в деятельности Боттемы на посту ректора стал визит Совета министров Нидерландов 28 октября 1957 года. Кроме того, 27 марта 1958 года принц Бернард и принц Филипп посетили факультет машиностроения и судостроения с демонстрацией машин в лаборатории судостроения в Делфте. Позже в том же году состоялся еще один королевский визит В свой последний год на посту ректора проф.Боттема вручил почетную докторскую степень от имени Делфтского университета Джону Дугласу Кокрофту (см. изображения).
- Совет министров в Высшей Технической школе Делфта, 1957
- Визит принца в Высшую Техническую школу Делфта, март 1958
- Королевский визит в Высшую Техническую школу Делфта, 21 ноября 1958.
- Джон Дуглас Кокрофт получает степень почетного доктора, 1959
- Изваяние главы проф. Боттемы, выполненное одним из его студентов, Крюгер, Фредерик Хедрик[нидерл.], около 1957

Теорема Боттемы названа в его честь.

## Избранные публикации
- O. Bottema. Hoofdstukken uit de elementaire meetkunde, Den Haag : Servire, 1944. 
Inmiddels verscheen de derde editie, Amsterdam: Epsilon, 1997, ISBN 9789050410441
Vertaald naar het Engels: Topics in Elementary Geometry, New York: Springer-Verlag, 2008, ISBN 9780387781303.
- O. Bottema (red.) Mechanica. 5 delen. Amsterdam : Scheltema & Holkema, 1970-1975.
- Bottema, Oene, and Bernard Roth. Theoretical kinematics. Amsterdam ; Oxford : North-Holland Publishing Co, 1979.